# Luncoiu de Jos
Luncoiu de Jos là một xã thuộc hạt Hunedoara, România. Dân số thời điểm năm 2002 là 2026 người.